# کوی واتسون جونیور
کوی واتسون جونیور (انگلیسی: Coy Watson Jr.؛ ‏ ۱۶ نوامبر ۱۹۱۲ – ۱۴ مارس ۲۰۰۹) بازیگر خردسال، عکاس خبری و تصویربردار تلویزیون اهل ایالات متحده آمریکا بود که در دوران سینمای صامت در بیش از ۶۰ فیلم بازی کرد.
از فیلم‌هایی که وی در آن‌ها نقش داشته است، می‌توان به  نمایش مردم، تاکسی ۱۳، دکمه‌ها و نمایش اشاره نمود.